# Megachile filicornis
Megachile filicornis är en biart som beskrevs av Heinrich Friese 1908. Megachile filicornis ingår i släktet tapetserarbin, och familjen buksamlarbin. Inga underarter finns listade i Catalogue of Life.